# Jardine (Montana)
Jardine es un lugar designado por el censo ubicado en el condado de Park en el estado estadounidense de Montana. En el Censo de 2010 tenía una población de 57 habitantes y una densidad poblacional de 1,49 personas por km².

## Geografía
Jardine se encuentra ubicado en las coordenadas 45°3′23″N 110°37′7″O / 45.05639, -110.61861. Según la Oficina del Censo de los Estados Unidos, Jardine tiene una superficie total de 38.21 km², de la cual 38.21 km² corresponden a tierra firme y (0%) 0 km² es agua.

## Demografía
Según el censo de 2010, había 57 personas residiendo en Jardine. La densidad de población era de 1,49 hab/km². De los 57 habitantes, Jardine estaba compuesto por el 96.49% blancos, el 0% eran afroamericanos, el 1.75% eran amerindios, el 0% eran asiáticos, el 0% eran isleños del Pacífico, el 0% eran de otras razas y el 1.75% pertenecían a dos o más razas. Del total de la población el 0% eran hispanos o latinos de cualquier raza.